# سوغومون تهليريان
سوغومون تهليريان ((بالأرمنية: Սողոմոն Թեհլիրեան)؛ 2 أبريل 1896 – 23 مايو 1960) أرمني كان قد اغتال طلعت باشا، الصدر الأعظم السابق في الإمبراطورية العثمانية، في برلين في 15 مارس 1921. وكانت عملية الاغتيال جزءا من عملية نمسيس التي خطط لها الاتحاد الثوري الأرمني باعتبارها انتقاما للإبادة الجماعية الأرمنية و الإبادة الجماعية السريانية التي نظمتها الحكومة الإمبراطورية العثمانية خلال الحرب العالمية الأولى. وكان طلعت باشا قد أدين وحكم عليه بالإعدام غيابيا في المحكمة العسكرية التركية 1919–20، وكان ينظر إليه باعتباره المدبر الرئيسي للإبادة الجماعية. بعد محاكمة استغرقت يومين، لم تثبت المحكمة الألمانية أنه مذنب، وأفرج عنه. يعتبر تهليريان بطلا وطنيا من قبل الأرمن.